# Institut supérieur de gestion
ISG Business School (Institut supérieur de gestion) je europska poslovna škola s razvedenim kampusom smještenim u Parizu, New Yorku i Tokio. Osnovana je 1967. godine.
Škola ima istaknute apsolvente u poslovnom svijetu i u politici, kao što su primjerice Emmanuel Besnier (CEO Lactalis) i bivši francuski ministar François Baroin.

## Vanjske poveznice
- Službena stranica ISG poslovne škole